# 兰斯巴赫-鲍姆巴赫
兰斯巴赫-鲍姆巴赫（德語：Ransbach-Baumbach，發音：[ˈʁansbax ˈbaʊmbax]）是德国莱茵兰-普法尔茨州韦斯特林山县的城市，面积12.15平方千米，2023年12月31日人口为8,108人。